# 1994 YR
1994 YR är en asteroid i huvudbältet som upptäcktes 28 december 1994 av den japanska astronomen Takao Kobayashi vid Ōizumi-observatoriet.
Asteroiden har en diameter på ungefär 8 kilometer.